# علی بیگدلی (بازیکن فوتبال)
علی بیگدلی (انگلیسی: Ali Bigdeli؛ زادهٔ ۲۱ ژانویهٔ ۱۹۸۷) یک بازیکن فوتبال اهل ایران است. 

از باشگاه‌هایی که در آن بازی کرده‌است می‌توان به باشگاه فوتبال استقلال اهواز، باشگاه فوتبال استقلال خوزستان و باشگاه فوتبال ایران جوان بوشهر اشاره کرد. 